# Von der Heyden (Adelsgeschlecht)

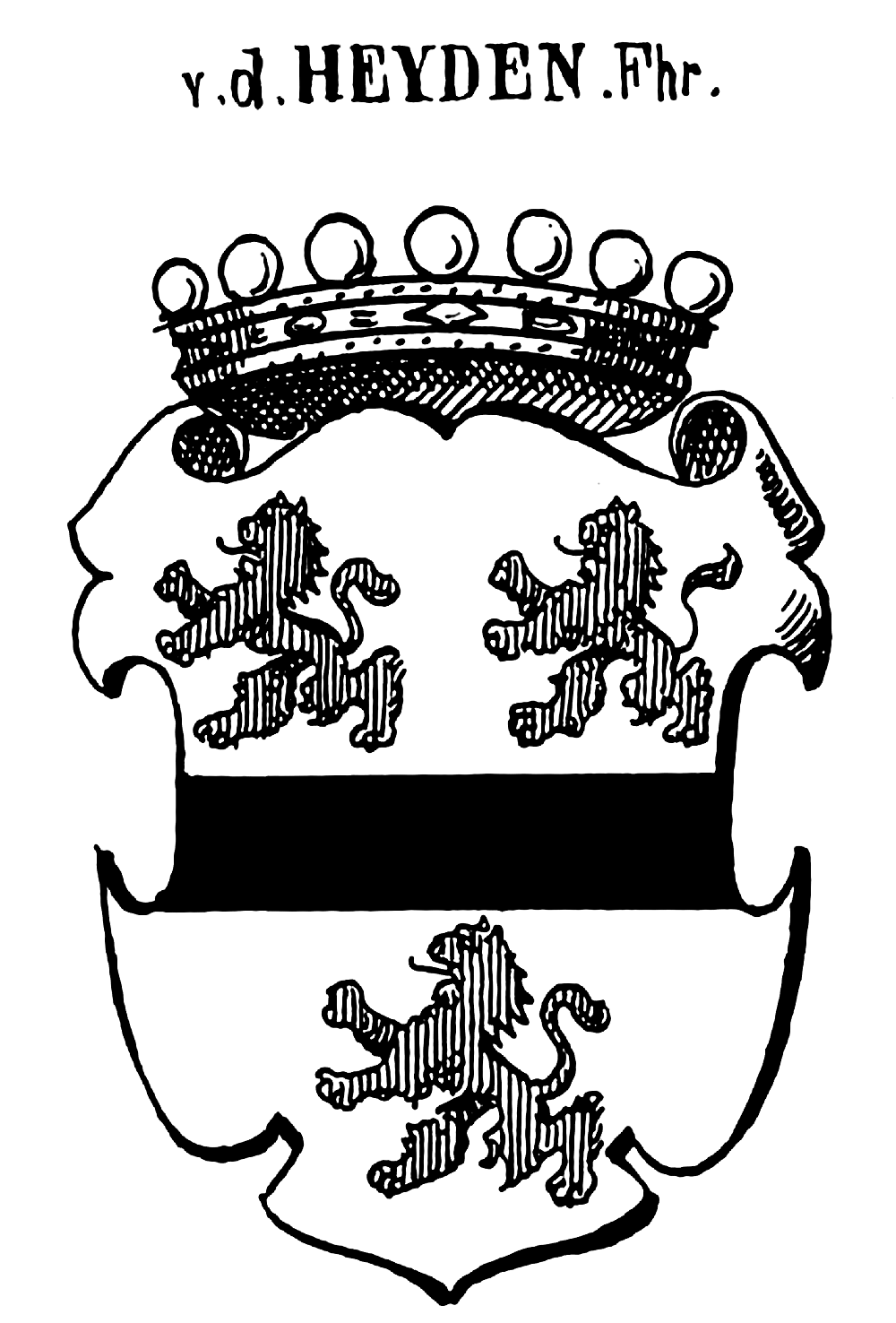
Wappen derer von der Heyden

Die Familie von der Heyden genannt Belderbusch war ein rheinländisch-luxemburgisches Uradelsgeschlecht.

## Geschichte
Das Geschlecht nimmt seinen Ursprung im Herzogtum Limburg, wo es 1374 mit Simon van der Heyden zuerst urkundlich erscheint. Die durchgängige, gesicherte Stammreihe beginnt mit dem 1514 belehnten  Henri van der Heyden.
1743 wurde die Familie durch die Kaiserin Maria Theresia in den Freiherrenstand erhoben. 1782 erfolgte für Caspar Anton von Belderbusch und dessen Nachkommen und Erben die Erhöhung in den Reichsgrafenstand. Einer seiner Neffen, Karl Leopold von Belderbusch, wurde 1810 zum comte de l’Empire in der Noblesse impériale ernannt. Der freiherrliche Zweig wurde von Freiherr Clemens Wenzeslaus von der Heyden (1774–1840) auf Schloss Niederweis beschlossen. Er vermachte sein gesamtes Vermögen, nur damit die Familie nichts erbt, seiner Stiftung zur Unterstützung Bedürftiger („Von der Heyden und von Schütz´sche Stiftung“).
1907 erfolgte die preußische Adelsanerkennung unter Bestätigung des seit dem 18. Jahrhundert geführten Wappen.
Die Familie war begütert in der südlichen Eifel, so zu Schloss Niederweis, Stolzenburg und Niedersgegen sowie zu Prümerburg.

## Wappen
Das Stammwappen zeigt in Silber einen schwarzen Balken begleitet von drei (2:1) roten Löwen. Auf dem Helm mit rot-silbernen Decken, eine siebenperlige Rangkrone und ein wachsender roter Löwe.
Das Wappen (1907) zeigt in Silber einen schwarzen Balken begleitet von drei (2:1) roten Hufeisen. Auf dem Helm rechts schwarz-silberne, links rot-silberne Decken, ein wie der Schild bezeichneter Windhund.

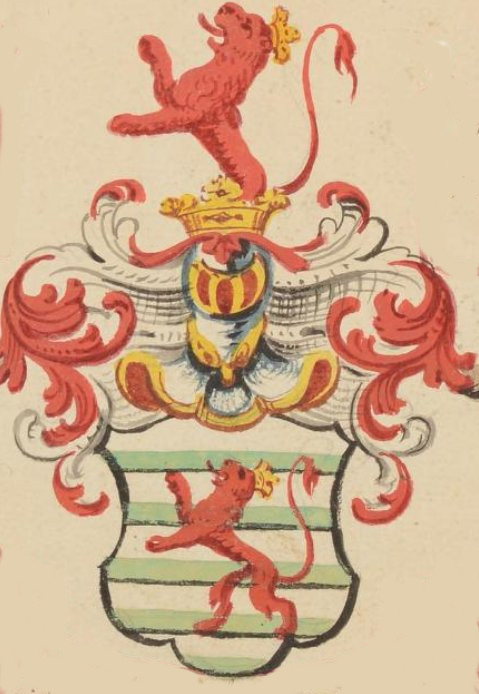
Wappen der Familie Heyden genannt Belderbusch
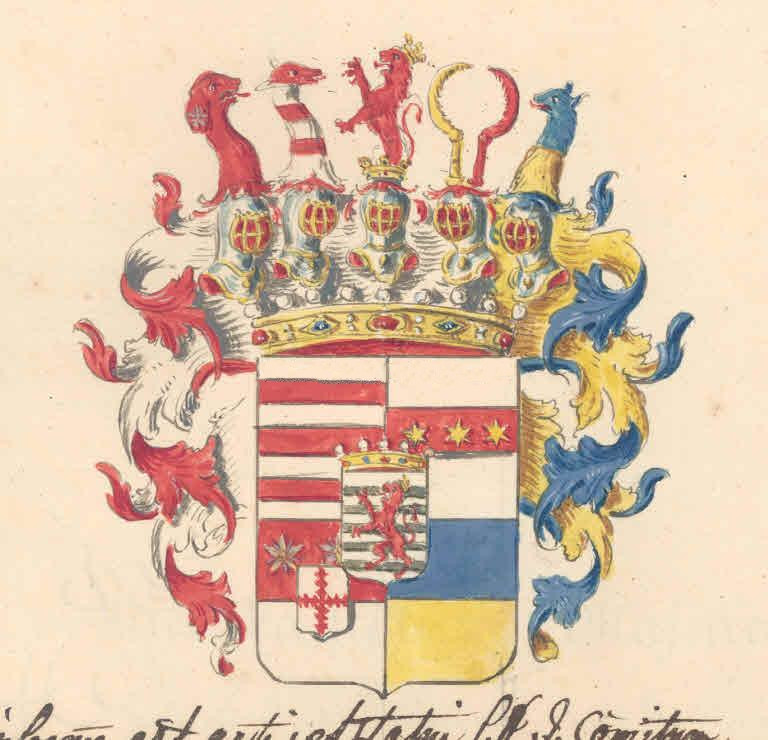
Wappen derer von Heyden-Belderbusch (1782)

## Personen
- Johann von der Heyden
  - Leonhard Moritz von der Heyden
    - Vincenz Philipp Anton von der Heyden, Landständedirektor des Herzogtums Limburg
      - Maximilian Wilhelm von der Heyden genannt Belderbusch ⚭ Johanna Gräfin von Satzenhofen
        - Karl Leopold von Belderbusch (1749–1826), Staatsmann und politischer Schriftsteller
        - Anton Maria Karl von Belderbusch (1758–1820), Bürgermeister in Bonn ⚭ Anne Babette Koch (1771–1807), Jugendfreundin Ludwig van Beethovens
        - Caspar Anton von Belderbusch
        - Clemens Vinzenz Franz Johann Elisabeth Nikolaus von Belderbusch, Domherr in Paderborn

      - Caspar Anton von Belderbusch (1722–1784), Premierminister des Kurfürstentums Köln
      - Johann Ernst Theodor von Belderbusch (1717–1799), kurpfälzischer General und Deutschordensritter

ohne Anschluss:
- Franz Eduard Anton Freiherr von der Heyden (1693–1755), Präsident des Provinzialrates von Luxemburg